# Tenterden
Tenterden es una parroquia civil y una villa del distrito de Ashford, en el condado de Kent (Inglaterra).

## Geografía
Según la Oficina Nacional de Estadística británica, Tenterden es la parroquia más extensa del distrito de Ashford con una superficie de 36,19 km².

## Demografía
Según el censo de 2001, Tenterden tenía 7613 habitantes (46,3% varones, 53,7% mujeres) y una densidad de población de 210,36 hab/km². El 17,88% eran menores de 16 años, el 68,45% tenían entre 16 y 74 y el 13,67% eran mayores de 74. La media de edad era de 44,78 años. Del total de habitantes con 16 o más años, el 20,94% estaban solteros, el 60,46% casados y el 18,6% divorciados o viudos.
El 94,75% de los habitantes eran originarios del Reino Unido. El resto de países europeos englobaban al 1,9% de la población, mientras que el 3,35% había nacido en cualquier otro lugar. Según su grupo étnico, el 98,88% eran blancos, el 0,42% mestizos, el 0,43% asiáticos, el 0,08% negros, el 0,14% chinos y el 0,04% de cualquier otro. El cristianismo era profesado por el 78,27%, el budismo por el 0,07%, el hinduismo por el 0,09%, el judaísmo por el 0,17%, el islam por el 0,2%, el sijismo por el 0,09% y cualquier otra religión por el 0,35%. El 13,2% no eran religiosos y el 7,55% no marcaron ninguna opción en el censo.
3235 habitantes eran económicamente activos, 3146 de ellos (97,25%) empleados y 89 (2,75%) desempleados. Había 3304 hogares con residentes, 113 vacíos y 30 eran alojamientos vacacionales o segundas residencias.

## Personalidades reconocidas
- David Frost (1939-2013), periodista y escritor.

## Hermanamientos
- Avallon (Francia), desde 1989.[3]